# Roluos-Gruppe

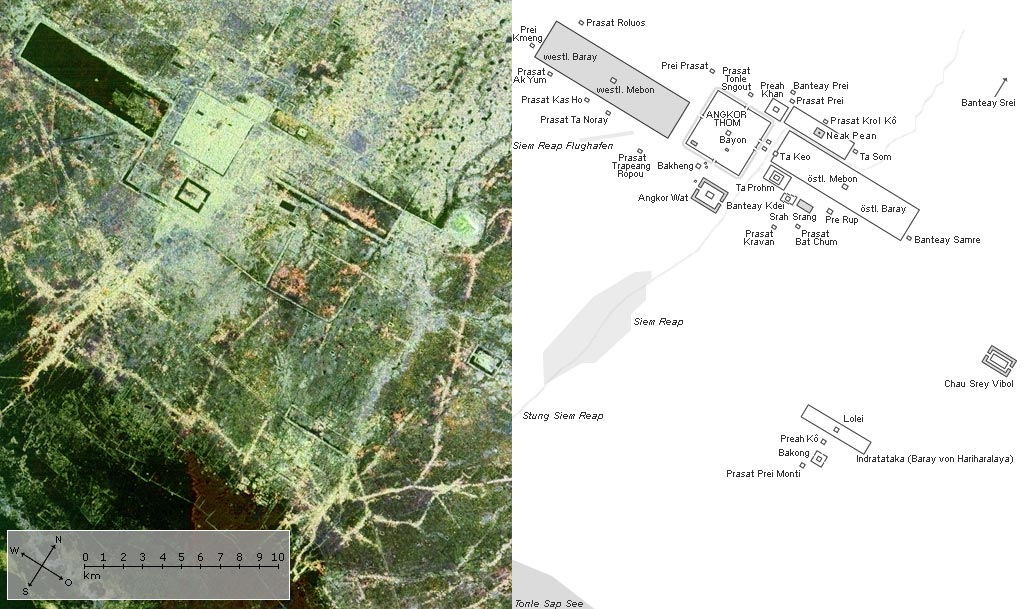
Satellitenbild mit Lageplan der Angkor- und Roluos-Tempel

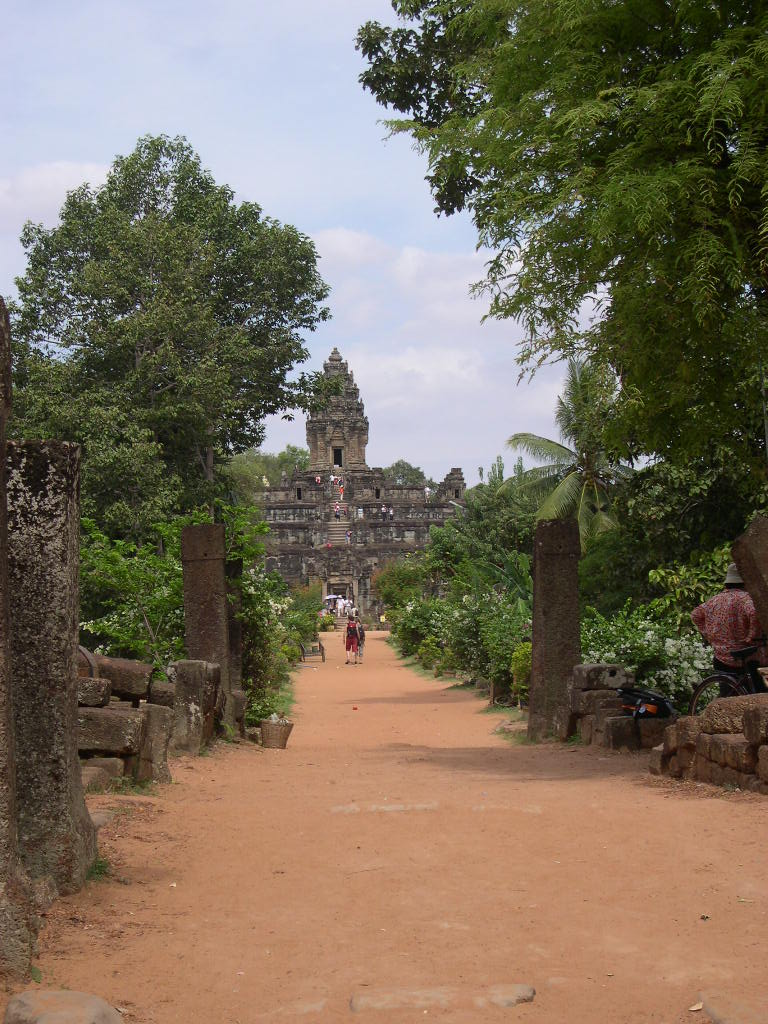
Bakong, der bedeutendste Tempel der Roluos-Gruppe

Roluos-Gruppe ist der Sammelname für drei bedeutende Tempelbauten in der direkten Umgebung des Dorfes Roluos (Khmer ឃុំរលួស) in der Provinz Siem Reap in Kambodscha (etwa 12 km östlich der Provinzhauptstadt Siem Reap und 14 km nördlich des Sees Tonlé Sap). Die in das späte 9. Jahrhundert datierten Tempel heißen Preah Ko, Bakong und Lolei. Auch die Ruinen zweier noch älterer Tempel finden sich hier: Prei Montí und Trapéang Phong.

## Geschichtlicher Überblick
Bereits König Jayavarman II. (Regierungszeit 790–835) machte Hariharalaya (benannt nach der Gottheit Harihara), eine Ansiedlung im heutigen Roluos-Gebiet, zur Hauptstadt seines gerade geschaffenen Khmer-Reichs. Zwar musste er sich zwischenzeitlich auf den Phnom Kulen zurückziehen, aber gegen Ende seines Lebens residierte er wieder in Hariharalaya. Der Bau des Tempels Prei Montí könnte auf Jayavarman II. zurückgehen; vielleicht aber verantwortete sein Thronfolger Jayavarman III. (835–877) gleich drei Tempelbauten: Prei Montí, Trapéang Phong und den Lateritkern des Bakong. Dessen Nachfolger Indravarman I. (877 bis etwa 886) ließ Preah Ko und die Sandsteinstruktur des Bakong errichten; außerdem veranlasste er den Bau des Baray Indratataka, des so genannten Baray von Lolei: des ältesten großen Wasserreservoirs des Reiches. Die Vollendung dieses Staubeckens und des Inseltempels Lolei fiel, nach blutigen Auseinandersetzungen um die Thronfolge, in die Regierungszeit seines Sohnes Yasovarman I. (889 bis etwa 915). Um das Jahr 900 verlegte Yasovarman I. seine Residenz nach Angkor, nämlich auf den Phnom Bakheng; damit endete die Geschichte der Hauptstadt Hariharalaya.

## Prei Montí und Trapéang Phong
Der Shiva geweihte hinduistische Tempel Prei Montí entstand vielleicht schon im frühen 9. Jahrhundert. Auf einer gemeinsamen niederen Terrasse stehen nordsüdlich nebeneinander die Ruinen dreier Prasat (Tempeltürme) aus Ziegelmauerwerk; jeder Turm besitzt einen quadratischen Grundriss (etwa 4 auf 4 m), einen sandsteingerahmten Eingang auf der Ostseite und Scheintüren in den übrigen drei Wänden. In den Innenräumen standen vermutlich Linga-Skulpturen. Eine Erdumwallung (etwa 900 auf 700 m) umgibt die Anlage.
Trapéang Phong liegt etwa 1 km weiter südlich: ein unregelmäßig angeordnetes Ensemble von vier Prasat, drei davon mittlerweile fast dem Erdboden gleich und möglicherweise älter als Prei Montí. Der vierte, gut erhaltene Ziegelturm mit vierstufiger Dachpyramide ist zwar jünger als Prei Montí, aber ebenfalls vor der Mitte des 9. Jahrhunderts entstanden. Die colonettes (dekorierte Steinsäulen links und rechts des Eingangs und der Scheintüren) sind teils rund, teils achteckig; die lintels (mit Reliefs versehene Türstürze) „gehören zu den schönsten Werken der Khmer-Kunst“.

## Die drei bedeutenden Tempelanlagen

Preah Ko: Stuckierung eines Türsturzes

Die Tempelanlagen Lolei, Preah Ko und Bakong sowie die älteren Tempelruinen Prei Montí und Trapeáng Phong stehen annähernd auf einer Nord-Süd-Achse, jeweils etwa 1 km voneinander entfernt.
Preah Ko wurde 879 eingeweiht, Bakong 881, Lolei 893. Preah Ko misst insgesamt 500 auf 400 m (vielleicht stand hier auch der hölzerne Königspalast), Bakong 900 auf 700 m (im äußeren Bereich befanden sich die Holzbauten der Hauptstadt), Lolei 90 auf 80 m (3800 auf 800 m unter Einrechnung des Baray). Preah Ko besitzt sechs Türme, in zwei Reihen angeordnet; Bakong eine Pyramide mit zentralem Turm, am Fuß umrundet von acht Türmen; Lolei vier von vermutlich sechs geplanten Türmen. Die Prasat der Roluos-Gruppe bestehen in der Regel aus Ziegelmauerwerk mit eingearbeiteten Sandsteinelementen und teils gut erhaltenen Stuckreliefs. Nur der etwas jüngere zentrale Turm des Bakong besteht ganz aus Sandstein. Bedeutend ist insbesondere der Bakong: als erster großer Staatstempel der Khmer, als bis dahin größtes Bauwerk des südostasiatischen Festlands und als Vorbild späterer, noch größerer Tempelanlagen.